# Mervyn Rose
Mervyn Rose OAM (* 23. Januar 1930 in Coffs Harbour, New South Wales; † 23. Juli 2017) war ein australischer Tennisspieler.
Rose gehörte dem australischen Team an, welches in den Jahren 1951 und 1957 den Davis Cup gewinnen konnte. Im Jahr 1954 gewann er im Einzel die Australian Open. Im Doppel gewann er vier Grand-Slam-Turniere: die Australian Open 1954 mit Rex Hartwig gegen Neale Fraser und Clive Wilderspin und ebenfalls 1954 mit Rex Hartwig in Wimbledon gegen Vic Seixas und Tony Trabert. Mit Seixas gewann er 1952 zudem die US Open gegen Ken McGregor und Frank Sedgman. Im Jahr darauf verteidigte er mit Rex Hartwig diesen Titel gegen Gardnar Mulloy und Bill Talbert. Im Jahr 1957 gewann er das Mixed mit Darlene Hard in Wimbledon gegen Neale Fraser und Althea Gibson. Seinen insgesamt siebten und letzten Titel feierte er 1958 mit dem Gewinn der French Open. Rose stand darüber hinaus fünf weitere Male in einem Grand-Slam-Finale.
In den 1950er Jahren war Rose fünf Mal in den Top Ten der Weltrangliste. Nachdem er vom Tennis zurückgetreten war, betätigte Rose sich als Trainer. Er arbeitete unter anderem mit dem italienischen Davis-Cup-Team. Außerdem trainierte er Margaret Court, Kerry Harris, Richard Fromberg, Ian Fletcher, Magdalena Grzybowska, Billie Jean King und Arantxa Sánchez Vicario.